# هستار مولکولی
هستار مولکولی یا موجودیت مولکولی (Molecular Entity)، هر اتم، مولکول، یون، جفت یون، رادیکال، همتافت، کمپلکس، صورت بندی و غیره که از لحاظ ایزوتوپی و سازه‌ای متمایز و قابل شناسایی باشد را می‌گویند. یک هستار مولکولی موجودیت منحصر به فردی است که صرف نظر از ماهیتش، به‌طور خلاصه می‌تواند واکنشهای شیمیایی را انجام دهد: به عنوان مثال، اتم‌ها، مولکول‌ها، یون‌ها و غیره می‌توانند همه واکنش شیمیایی داشته باشند.
گونه‌های شیمیایی معادل ماکروسکوپیک هستارهای مولکولی هستند و به مجموعه ای از هستارهای مولکولی اشاره دارند.
طبق توضیح آیوپاک: «توصیف یک هستار مولکولی به زمینه کار بستگی دارد. برای مثال مولکول هیدروژن یک تعریف کافی از یک هستار مولکولی خاص برای بعضی از اهداف است، در حالی که برای شرایط دیگر ضروری است که تراز انرژی یا ارتعاش مولکولی یا اسپین مولکول هیدروژن را تشخیص دهیم.»